# اموری اپتون
اموری اپتون (انگلیسی: Emory Upton; ۲۷ اوت ۱۸۳۹ – ۱۵ مارس ۱۸۸۱) فرد نظامی اهل ایالات متحده آمریکا بود.